# شیرکاکائو
شیرکاکائو گونه‌ای نوشیدنی است که از مخلوط نمودن شیر با پودر کاکائو و شکر به دست می‌آید. این نوشیدنی امروزه در سراسر جهان رواج دارد. شیر کاکائو هم به صورت نوشیدنی گرم هم سرد مورد استفاده قرار می‌گیرد، همچنین از مخلوط نمودن شیر داغ با شکلات مخلوطی به‌دست می‌‎آید که به آن هات‌چاکلت می‌گویند.

## تاریخچه
نخستین کسانی که از کاکائو استفاده نمودند، مردمان آمریکا (تمدن اولمک) بودند. آن‌ها از دانه‌های کاکائو که در منطقهٔ زندگی شان یعنی کانتالپا رشد می‌کرد، نوشیدنی تهیه می‌کردند. نوشیدنی آن‌ها که شکلات نام داشت، از دانه‌های برشته کاکائو، آب و کمی ادویه تهیه می‌شد. البته آن‌ها از دانه‌های کاکائو به عنوان پول هم استفاده می‌نمودند. پس از این که اروپاییان قاره آمریکا را کشف نمودند، نخستین بار فردی به نام «کریستوف کلمب» بود که دانهٔ کاکائو را به اروپا آورد. در سال۱۵۱۷ میلادی، فردی به نام هرنان کورتز در بندر مکزیک توقف نمود. قصد او این بود که دولت معروف امپراتور مونتزوما و امپراتوری آزتک را ببیند.
مونتزوما به کورتز نوشیدنی محبوب خود، شکلات را معرفی کرد. آن زمان این نوشیدنی را از شکلات، وانیل و ادویه جات تهیه می‌کردند. این نوشیدنی می‌بایست غلظتی همچون عسل داشته باشد که به تدریج در دهان آب شود؛ و آن را سرد مصرف می‌کردند.
در گذشته در اروپا از شیرکاکائو به عنوان دارو استفاده میشد و در داروخانه ها عرضه میشد. این نوشیدنی خوش طعم و سرشار از فایده، برای افزایش انرژی و پروتئین استفاده می شده است.
کورتز در سال ۱۵۲۸ میلادی به اسپانیا بازگشت، در حالی که مقدار زیادی کاکائو و مواد لازم برای تهیهٔ نوشیدنی شکلات همراه خود آورده بود. پادشاه اسپانیا، چارلز پنجم و دیگر درباریان، از این نوشیدنی خوششان آمد و خیلی زود این نوشیدنی در میان طبقه ثروتمند رایج شد. به علاوه زمانی که دختران دربار با اشرافی‌های دیگر نقاط اروپا ازدواج می‌کردند، بخشی از جهیزیه آن‌ها را کاکائو تشکیل می‌داد. تقریباً یک سده طول کشید که این نوشیدنی بین مردم اروپا رایج شود، چون مردم اسپانیا طرز تهیهٔ این نوشیدنی را مخفی نگه داشته بودند.

## تحولات
در قدیم این نوشیدنی را از دانه کاکائوی آسیاب شده، آب و فلفل تهیه می‌کردند. به تدریج این نوع نوشیدنی را گرم نموده و برای بهتر کردن طعم آن، شکر اضافه می‌نمودند.
زمانی که این نوشیدنی به کشور انگلستان راه یافت، انگلیسی‌ها به آن شیر هم اضافه کردند و به عنوان نوشیدنی پس از شام از آن استفاده می‌نمودند. البته باز هم این نوشیدنی بسیار گران بود و تنها ثروتمندان قادر بودند که آن را مصرف کنند.
در قدیم به این نوع نوشیدنی، شکلات می‌گفتند. سپس با به‌وجود آمدن گونه‌های شکلات‌های جامد، مجبور شدند که نام این نوشیدنی را به شکلات داغ تغییر دهند.
تا سال ۱۸۲۸م، نخستین ماشین تولیدکنندهٔ پودر کاکائو اختراع شد که کاکائویی تولید می‌کرد که بیشتر عمل آمده بود و بنابراین، حالت اسیدی آن کمتر بود. این گونه پودر کاکائو، راحت‌تر در شیر یا آب گرم حل می‌شد.
این نوشیدنی امروزه در سراسر جهان مصرف می‌شود.